# Sobkou Planitia
La Sobkou Planitia è una pianura presente sulla superficie di Mercurio, a 39° di latitudine nord e 128° di longitudine ovest. La pianura è stata battezzata dall'Unione Astronomica Internazionale in onore della divinità egizia Sobek di cui "Sobkou" è una variante grafica del nome.